# Паулилатино
Паулилатино (итал. Paulilatino) је насеље у Италији у округу Ористано, региону Сардинија.
Према процени из 2011. у насељу је живело 2326 становника. Насеље се налази на надморској висини од 288 м.

## Становништво
Према резултатима пописа становништва 2011. у општини је живело 2.347 становника.
| 1931. | 1936. | 1951. | 1961. | 1971. | 1981. | 1991. | 2001. | 2011. |
| ----- | ----- | ----- | ----- | ----- | ----- | ----- | ----- | ----- |
| 3.164 | 3.183 | 3.300 | 3.014 | 2.632 | 2.776 | 2.688 | 2.517 | 2.347 |